# Soher El Sukaria
Soher El Sukaria (Jdeide, Líbano; 16 de mayo de 1975) es una dirigente política de Propuesta Republicana (PRO), abogada y máster en Relaciones Internacionales. Fue diputada nacional por Córdoba, vicepresidenta del bloque PRO en la Cámara de Diputados y Vicepresidenta del PRO Córdoba. Es la primera mujer musulmana en ocupar una banca en el Congreso Nacional Argentino. Actualmente es Concejal de la Ciudad de Córdoba.

## Biografía
Es hija de Mounif El Sukaria y Rosa Sucaria y hermana de Julio Mounif El Sukaria y Samir El Sukaria, iman de la provincia mediterránea.
Terminó la secundaria en la Escuela Hipólito Yrigoyen de Córdoba. Estudió abogacía en la Universidad Nacional de Córdoba y es maestrando en Relaciones Internacionales por esa misma casa de estudios, con su tesis en curso.

### Trayectoria Política
Es miembro del Comité Interreligioso por la Paz y fundadora de la Unión de Colectividades de Córdoba. 
Poco tiempo después, empezó a participar en política a través del PRO. Desde 2015 a 2019 fue legisladora provincial e integró el Jurado de Enjuiciamiento de Magistrados Provincial.En las Elecciones provinciales de Córdoba de 2019 buscó ser reelecta legisladora provincial esta vez por el departamento Capital pero perdió ante la candidata de Hacemos por Córdoba, Alejandra Vigo.
Fue diputada nacional de 2019 a 2023 siendo vicepresidenta del bloque PRO. En 2023 fue candidata a viceintendenta de la ciudad de Córdoba acompañando al también diputado nacional, Rodrigo de Loredo logrando salir segundos con el 40% de los votos.
El 30 de noviembre de ese año juro cómo Concejal de la ciudad de Córdoba pero entró en funciones el 10 de diciembre. Es vicepresidenta de la comisión de Personas con Discapacidad y Accesibilidad Universal. El 21 de agosto de 2024 pide licencia a su banca en el concejo para pasar a ocupar la Defensoría del Público de Servicios de Comunicación Audiovisual de la Nación.